# Pedro Pascal
José Pedro Balmaceda Pascal (művésznevén Pedro Pascal) (Santiago de Chile, 1975. április 2. –) chilei származású amerikai színész.
Legismertebb alakításai Oberyn Martell az HBO Trónok harca című sorozatának negyedik évadában, Din Djarin a Disney+ A Mandalóri című Csillagok háborúja-websorozatában, továbbá Javier Peña a Netflix Narcos című bűnügyi drámasorozatában és Joel Miller az HBO The Last of Us  című sorozatának első évadában. 
A filmvásznon a Kingsman: Az aranykör (2017), A védelmező 2. (2018), a Wonder Woman 1984 (2020) és a Gladiátor II. című filmekben kapott fontosabb szerepeket. 
1999 óta aktív színházi szereplő, a Broadwayn Edmundként debütált a Lear király 2019-es feldolgozásában. A Time magazin 2023-ban a világ 100 legbefolyásosabb embere közé választotta.

## Fiatalkora és családja
Chile fővárosában, Santiagóban született. Öccse, Lucas Balmaceda felnőttként Chilében lett színész. Szülei Salvador Allende támogatóiként részt vettek az Augusto Pinochet katonai diktatúrája elleni mozgalomban Pascal születése idejében. Emiatt – nem sokkal Pascal születése után – a család politikai menedékjogot kapott Dániában. Az Amerikai Egyesült Államokban nevelkedett, a kaliforniai Orange megyében, valamint a texasi San Antonióban. Baszk nagyapja és mallorcai nagyanyja révén Pascal spanyol felmenőkkel rendelkezik. Fiatalkorában versenyszerűen úszott és tizenegy évesen részt is vett a texasi állami bajnokságon, de a drámatanulás miatt abbahagyta a sportot. Az Orange County School of the Arts és a The New York University Tisch School of the Arts intézmények hallgatójaként tanult színművészetet.

## Színészi pályafutása

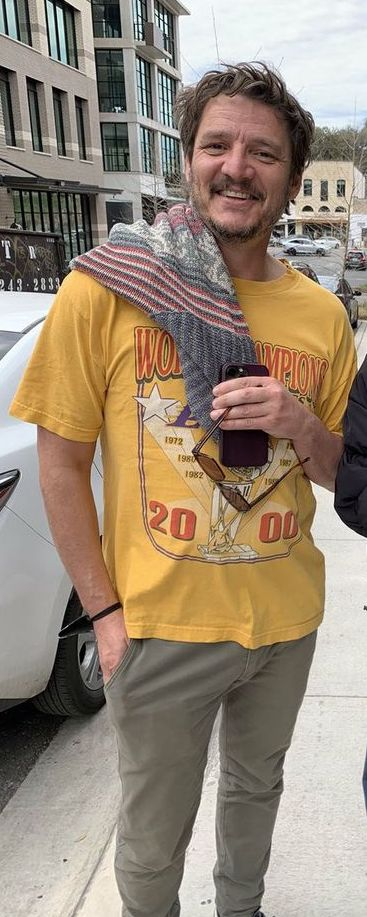
2022-ben

Pályafutása során olyan televíziós sorozatokban tűnt fel, mint a Buffy, a vámpírok réme, A férjem védelmében, a Homeland – A belső ellenség, A mentalista és a Graceland – Ügynökjátszma. Az Esküdt ellenségek: Bűnös szándék című sorozatban epizódszereplőként egy emberrablót alakított. A 2011-es Wonder Woman című sorozat próbaepizódjában is lehetősége nyílt szerepelni, de a sorozatot végül nem vásárolták meg és ezért soha nem került adásba (később viszont a Wonder Woman 1984 cimű film egyik főszereplőjét alakíthatta).
2013 júniusában Oberyn Martell szerepét osztották rá a Trónok harca negyedik évadjában. Pascal saját bevallása szerint lelkes rajongója a sorozatnak és ezért nagyon boldog volt, amiért megkaphatta a szerepet. 2015-től Javier Peña amerikai DEA-ügynököt játssza a Netflix Narcos című sorozatában. A védelmező 2. (2018) című filmben Denzel Washington ellenlábasaként szerepelt.
2019. november 12-étől A Mandalóri című élőszereplős Csillagok háborúja-sorozat főszereplőjét alakítja. 2020-ban a Wonder Woman 1984-ben volt látható Max Lord szerepében. 2022-ben A gigantikus tehetség elviselhetetlen súlya című akcióvígjátékban Nicolas Cage mellett játszott. 2023-tól a HBO  The Last of Us című televíziós videójáték-adaptációjának főszereplője lett a Trónok Harcá-ban is játszó Bella Ramsey mellett..
Pascal a sorozatszerepek mellett a színpadon is veteránnak számít, színészként és rendezőként egyaránt.

## Magánélete

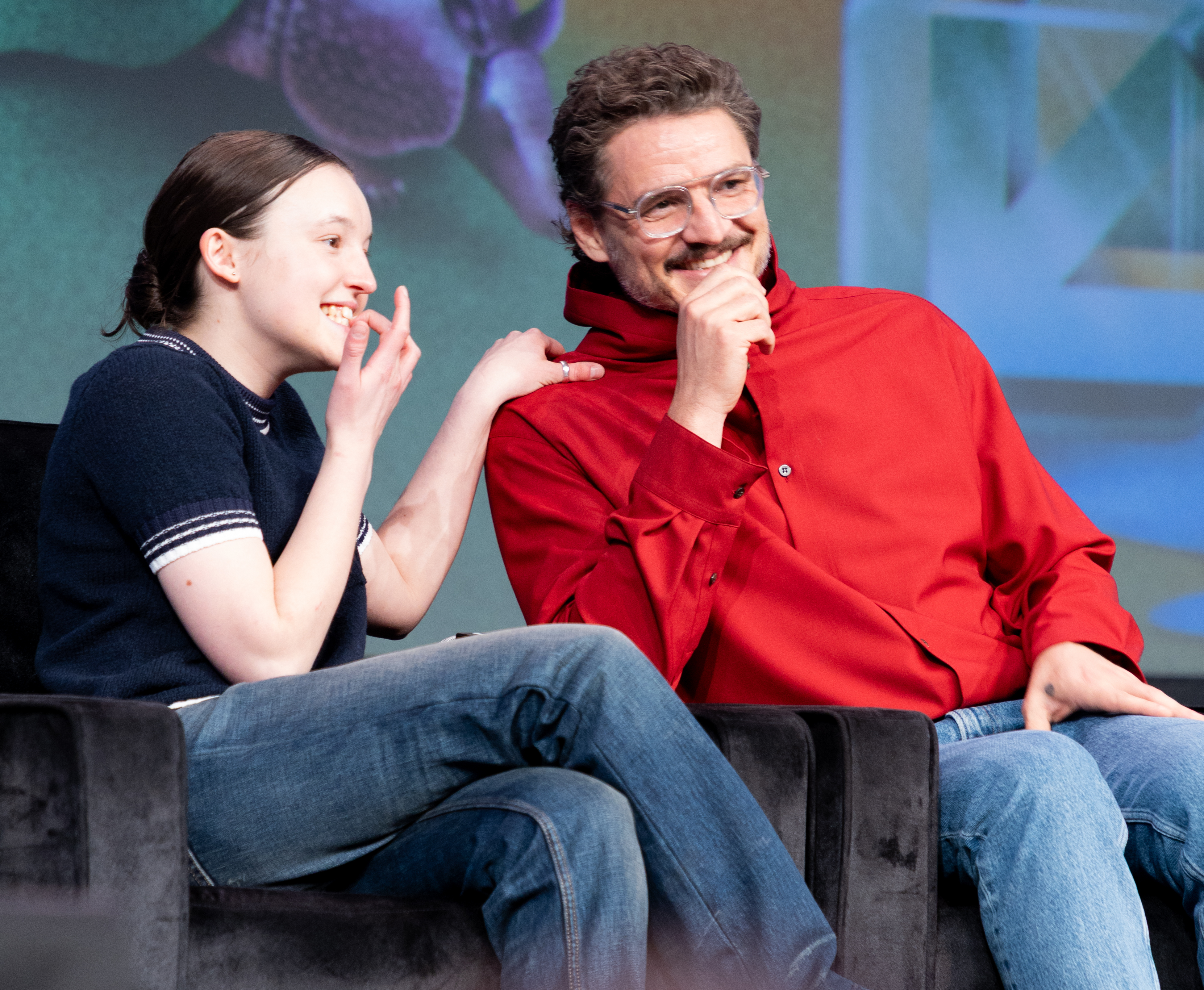
Pascal és Bella Ramsey a 2025-ös SXSW rendezvényen

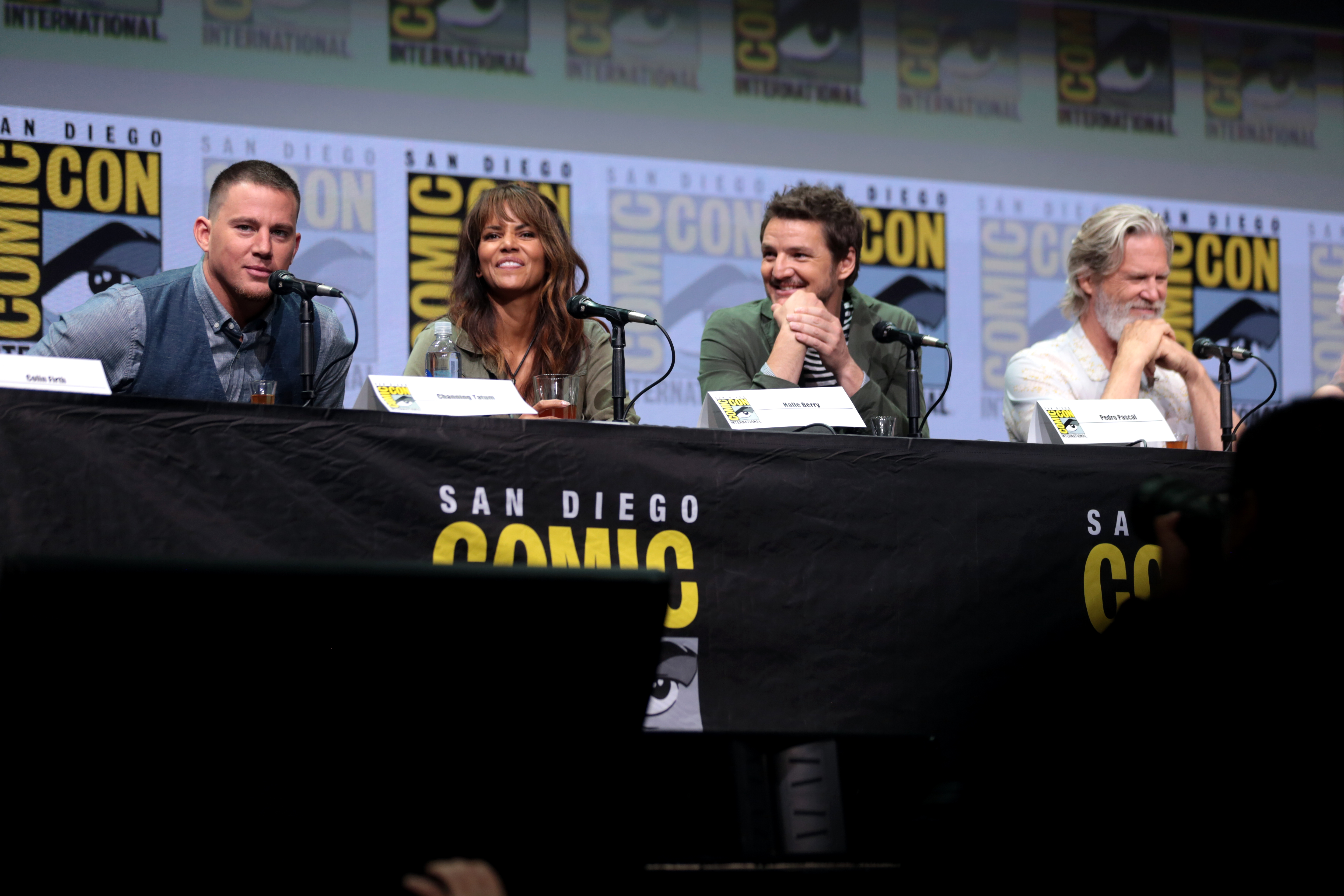
Channing Tatum, Halle Berry, Pedro Pascal és Jeff Bridges a 2017-es Comic-Con International-en, a Kingsman: Az aranykör című film népszerűsítése közben

Pascal folyékonyan beszél angolul és spanyolul. Nem sokkal azután, hogy 1993-ban New Yorkba költözött, szoros barátságot kötött Sarah Paulson színésznővel. Pascal Oscar Isaac-kal közeli barátságban áll, mivel a két színész a 2005-ös Off-Broadway produkcióban, a Beauty of the Fatherben való szereplés során ismerkedett meg. Isaac és Pascal később együtt szerepelnek a 2019-es Határok mentén című filmben. Továbbá jó barátságot ápol a Trónok harcában szereplő színésztársával, Lena Headey színésznővel is.
Pascal agnosztikusnak és progresszív liberálisnak tartja magát. Az LMBTQ+ jogok szószólója, és támogatta testvérét, Lux Pascalt, amiért transzneműnek vallotta magát. 2025 áprilisában Pascal elítélte J. K. Rowling írónőt, és egy Instagram-kommentben „szörnyű vesztesnek” nevezte, miután ünnepelte a For Women Scotland Ltd kontra The Scottish Ministers ítéletet, amely kimondta, hogy a „nem” kifejezésnek jogilag a biológiai nemet kell jelentenie.
2023 szentestéjén Pascal tűzszünetet kért a gázai háborúban, és adományokat gyűjtött a Doctors Without Borders számára. 2025. március 1-jén Ukrajnát támogatva posztolt az Instagramon, azt írva: "Maradj a történelem jó oldalán. Dicsőség Ukrajnának", miután Donald Trump amerikai elnök és JD Vance alelnök nyilvánosan bírálta Volodimir Olekszandrovics Zelenszkij ukrán elnököt. 2025 májusában Pascal aláírt egy nyílt levelet, amelyben bírálta a filmipar „passzivitását” a folyamatban lévő gázai népirtás során.

## Filmográfia

### Film
| Év   | Magyar cím                                  | Eredeti cím                             | Szerep                        | Magyar hang       |
| ---- | ------------------------------------------- | --------------------------------------- | ----------------------------- | ----------------- |
| 2005 | Nővérek                                     | Hermanas                                | Steve                         |                   |
| 2008 |                                             | I Am That Girl                          | Noah                          |                   |
| 2011 | Sorsügynökség                               | The Adjustment Bureau                   | Paul De Santo                 |                   |
| 2011 |                                             | Sweet Little Lies                       | Paulino                       |                   |
| 2015 |                                             | Bloodsucking Bastards                   | Max                           |                   |
| 2015 |                                             | Sweets                                  | Twin Peter                    |                   |
| 2016 | A Nagy Fal                                  | The Great Wall                          | Pero Tovar                    | Rékasi Károly     |
| 2017 | Kingsman: Az aranykör                       | Kingsman: The Golden Circle             | Whiskey ügynök                | Sarádi Zsolt      |
| 2018 | A lelőhely                                  | Prospect                                | Ezra                          |                   |
| 2018 | A védelmező 2.                              | The Equalizer 2                         | Dave York                     | Schmied Zoltán    |
| 2018 | Ha a Beale utca mesélni tudna               | If Beale Street Could Talk              | Pietro Alvarez                | Karácsonyi Zoltán |
| 2019 | Határok mentén                              | Triple Frontier                         | Franscisco "Catfish" Morales  |                   |
| 2020 | Wonder Woman 1984                           | Wonder Woman 1984                       | Maxwell Lord                  | Rátóti Zoltán     |
| 2020 | Mindenkiből lehet hős                       | We Can Be Heroes                        | Marcus Moreno                 | Varga Gábor       |
| 2022 | A gigantikus tehetség elviselhetetlen súlya | The Unbearable Weight of Massive Talent | Javi Gutierrez                | Crespo Rodrigo    |
| 2022 | A buborék                                   | The Bubble                              | Dieter Bravo                  | Fekete Ernő       |
| 2024 |                                             | Freaky Tales                            | Clint                         |                   |
| 2024 | Szökevény csajok                            | Drive-Away Dolls                        | Santos (cameo)                |                   |
| 2024 |                                             | The Uninvited                           | Lucien Flores                 |                   |
| 2024 | A vad robot                                 | The Wild Robot                          | Stikli (hangja)               | Dévai Balázs      |
| 2024 | Gladiátor II.                               | Gladiator II                            | Marcus Acacius                | Sarádi Zsolt      |
| 2025 | A Fantasztikus 4-es: Első lépések           | The Fantastic Four: First Steps         | Reed Richards / Mr. Fantastic | Varga Gábor       |
| 2025 |                                             | Eddington                               | Ted Garcia                    |                   |
| 2025 | Többesélyes szerelem                        | Materialists                            | Harry Castillo                | Varga Gábor       |
| 2026 | Bosszúállók: Ítéletnap                      | Avengers: Doomsday                      | Reed Richards / Mr. Fantastic | Varga Gábor       |
| 2026 |                                             | The Mandalorian and Grogu               | Din Djarin / Mandalori        |                   |

Rövidfilmek
- Burning Bridges (1996) – Alex
- Window Shopping (1997) – David
- Iris (2009) – Billy
- House Comes with a Bird (2022) – Nico
- Strange Way of Life (2023) – Silva

### Televízió
| Év         | Magyar cím                               | Eredeti cím                              | Szerep                   | Megjegyzések                                              |
| ---------- | ---------------------------------------- | ---------------------------------------- | ------------------------ | --------------------------------------------------------- |
| 1999       |                                          | Good vs. Evil                            | Gregor New               | 1 epizód                                                  |
| 1999       |                                          | Downtown                                 | Pedro Balmaceda (hangja) | 1 epizód                                                  |
| 1999       | Alul semmi                               | Undressed                                | Greg                     | 3 epizód                                                  |
| 1999       | Buffy, a vámpírok réme                   | Buffy the Vampire Slayer                 | Eddie                    | 1 epizód                                                  |
| 2000       | Angyali érintés                          | Touched by an Angel                      | Ricky                    | 1 epizód                                                  |
| 2001       | New York rendőrei                        | NYPD Blue                                | Shane „Dio” Morrissey    | 1 epizód                                                  |
| 2001       | Embertelen pók                           | Earth vs. the Spider                     | goth srác                | tévéfilm                                                  |
| 2006       | Nyomtalanul                              | Without a Trace                          | Kyle Wilson              | 1 epizód                                                  |
| 2006, 2009 | Esküdt ellenségek: Bűnös szándék         | Law & Order: Criminal Intent             | Kevin „Kip” Green        | 1 epizód                                                  |
| 2006, 2009 | Esküdt ellenségek: Bűnös szándék         | Law & Order: Criminal Intent             | Reggie Luckman           | 1 epizód                                                  |
| 2008       | Esküdt ellenségek                        | Law & Order                              | Tito Cabassa             | 1 epizód                                                  |
| 2009–2011  | A férjem védelmében                      | The Good Wife                            | Nathan Landry            | 6 epizód                                                  |
| 2010       | Jackie nővér                             | Nurse Jackie                             | Steve                    | 1 epizód                                                  |
| 2011       |                                          | Lights Out                               | Omar Assarian            | 4 epizód                                                  |
| 2011       | Testvérek                                | Brothers & Sisters                       | Zach Wellison            | 2 epizód                                                  |
| 2011       | Esküdt ellenségek: Különleges ügyosztály | Law & Order: Special Victims Unit        | Greer különleges ügynök  | 1 epizód                                                  |
| 2011       | Charlie angyalai                         | Charlie's Angels                         | Frederick Mercer         | 1 epizód                                                  |
| 2011       |                                          | Wonder Woman                             | Ed Indelicato            | próbaepizód                                               |
| 2011       |                                          | Burn Notice: The Fall of Sam Axe         | Comandante Veracruz      | tévéfilm                                                  |
| 2012       | A hidegsebész                            | Body of Proof                            | Zack Goffman             | 1 epizód                                                  |
| 2012       | CSI: A helyszínelők                      | CSI: Crime Scene Investigation           | Kyle Hartley             | 1 epizód                                                  |
| 2013       | Nikita                                   | Nikita                                   | Liam                     | 1 epizód                                                  |
| 2013       | Vörös özvegy                             | Red Widow                                | Jay Castillo             | 4 epizód                                                  |
| 2013       | Homeland – A belső ellenség              | Homeland                                 | David Portillo           | 1 epizód                                                  |
| 2013       |                                          | The Sixth Gun                            | Ortega különleges ügynök | próbaepizód                                               |
| 2013–2014  | Graceland – Ügynökjátszma                | Graceland                                | Juan Badillo             | 10 epizód                                                 |
| 2014       | A mentalista                             | The Mentalist                            | Marcus Pike              | 7 epizód                                                  |
| 2014       |                                          | Exposed                                  | Oscar Castro Vargas      | próbaepizód                                               |
| 2014       | Trónok harca                             | Game of Thrones                          | Oberyn Martell           | - 7 epizód - magyar hangja: - Zámbori Soma                |
| 2015–2017  | Narcos                                   | Narcos                                   | Javier Peña              | - főszereplő (30 epizód) - magyar hangja: - Sótonyi Gábor |
| 2019–2023  | A Mandalóri                              | The Mandalorian                          | Din Djarin / A Mandalóri | - főszereplő (24 epizód) - magyar hangja: - Varga Gábor   |
| 2020       |                                          | Home Movie: The Princess Bride           | Inigo Montoya            | 1 epizód                                                  |
| 2021       | Hívások                                  | Calls                                    | Pedro (hangja)           | 1 epizód                                                  |
| 2022       | Boba Fett könyve                         | The Book of Boba Fett                    | Din Djarin / A Mandalóri | - 3 epizód - magyar hangja: - Varga Gábor                 |
| 2022       |                                          | Patagonia: Life on the Edge of the World | narrátor                 | dokumentum-sorozat                                        |
| 2023–      | The Last of Us                           | The Last of Us                           | Joel Miller              | - főszereplő - magyar hangja: - Varga Gábor               |
| 2023       |                                          | Saturday Night Live                      | Önmaga (házigazda)       | 2 epizód                                                  |
| 2023       |                                          | HouseBroken                              | Claude (hangja)          | 1 epizód                                                  |
| TBA        |                                          | My Dentist’s Murder Trial                | TBA                      | - főszereplő - vezető producer                            |

### Videóklipek
| Év   | Előadó(k)           | Cím                |
| ---- | ------------------- | ------------------ |
| 2015 | Sia Furler          | Fire Meet Gasoline |
| 2020 | Gal Gadot & Friends | Imagine            |

### Videójátékok
| Év   | Cím          | Szerep | Megjegyzések |
| ---- | ------------ | ------ | ------------ |
| 2016 | Dishonored 2 | Paolo  |              |

## Díjak és jelölések
Trónok harca
- Ewwy Award – legjobb vendégszereplő színész drámasorozatban
- Jelölés: NewNowNext Awards – legjobb új televíziós színész
- Jelölés: Screen Actors Guild-díj a legjobb szereplőgárdának (drámasorozat) (2015)

## Fordítás
- Ez a szócikk részben vagy egészben  a   Pedro Pascal című angol Wikipédia-szócikk fordításán alapul.  Az eredeti cikk szerkesztőit annak laptörténete sorolja fel. Ez a jelzés csupán a megfogalmazás eredetét és a szerzői jogokat jelzi, nem szolgál a cikkben szereplő információk forrásmegjelöléseként.